# Ewa Marcinkowska (biotechnolog)
Ewa Teresa Marcinkowska – polska biotechnolog, dr hab. nauk biologicznych, profesor zwyczajny Zakładu Biotechnologii Białek i prodziekan Wydziału Biotechnologii Uniwersytetu Wrocławskiego.

## Życiorys
W 1991 ukończyła studia w zakresie kierunku lekarskiego w Akademii Medycznej im. Piastów Śląskich, 9 lutego 1998 obroniła pracę doktorską Badania nad wpływem 1,25-dihydroxy-witaminy D3 i jej nowych analogów na zróżnicowanie komórek prawidłowych i nowotworowych, 15 kwietnia 2004 habilitowała się na podstawie pracy zatytułowanej Wewnątrzkomórkowe mechanizmy różnicowania i nabywania oporności na apoptozę komórek białaczkowych eksponowanych na 1,25-dihydroksywitaminę D3 lub jej analogi. 12 czerwca 2012 nadano jej tytuł profesora w zakresie nauk biologicznych.
Pracowała w Instytucie Immunologii i Terapii Doświadczalnej im. Ludwika Hirszfelda Polskiej Akademii Nauk, oraz w Instytucie Biochemii i Biologii Molekularnej Wydziale Nauk Przyrodniczych Uniwersytetu Wrocławskiego.
Objęła funkcję profesora zwyczajnego w Zakładzie Biotechnologii Białek, a także prodziekana na Wydziale Biotechnologii Uniwersytetu Wrocławskiego.